# Sāṃkhya
El sistema o docente sāṃkhya o sankhia (literalmente 'enumeración', en idioma sánscrito) es una de las seis dárshanas o doctrinas clásicas del hinduismo. De entre todas ellas, el samkhia es posiblemente la más antigua. Tradicionalmente se considera que fue fundada por el sabio Kapila, aunque no hay verificación histórica posible ni hay evidencia alguna que lo pruebe. Los elementos de las ideas proto-Samkhya ya se notan en el período de los primeros Upanishads.
Sāṃkhya era una tradición filosófica dualista basada en el Samkhyakarika (circa 320-540 d. C.). La mayoría de los eruditos afirman que originalmente era una escuela del pensamiento ateo. Más tarde pasó a ser uno de los seis sistemas astika, o sea, que cree en la existencia de Dios y que reconoce la autoridad del Rig-veda (el texto más antiguo de la literatura de la India, de mediados del II milenio a. C.).
La epistemología Sāmkhya acepta tres pramanas (pruebas) como el único medio confiable de obtener conocimiento; pratyakṣa (percepción), anumāṇa (inferencia) y śabda (palabra / testimonio de fuentes confiables). Esta escuela desarrolló una exposición teórica de la evolución de la conciencia y la materia. Las fuentes de Sāmkhya argumentan que el universo consiste en dos realidades, puruṣa (conciencia) y prakṛti (materia). El purusha es el ser consciente, estable y libre de todas las cualidades materiales. El alma es la silenciosa espectadora de la materia (prakriti), que consta de tres guna (predisposiciones o cualidades): sat-tuá, lo eterno, el mantenimiento, la bondad; rayas pasión creativa (vista peyorativamente) y tamas, ignorancia, oscuridad, estupidez. Se considera la primera descripción conocida del modelo del universo. Este modelo ha sido interpretado en diferentes versiones restringidas, en particular por las cuatro principales religiones de la India antigua: el hinduismo, el budismo, el yainismo y shivaísmo.
Como lo muestra el Sūṁkhyapravacana Sūtra (siglo XIV d. C.), Sāmkhya continuó desarrollándose durante todo el período medieval indio. En el hinduismo actual no existe la escuela sāṃkhya como tal, pero su influencia se percibe en las doctrinas del yoga y el vedanta, aunque el yoga permitió la existencia de un Dios, mientras que la mayoría de los pensadores de Sāṃkhya criticaron esta idea; y el vedanta presenta y/o utiliza muchos de sus conceptos, pero como componentes o partes de una realidad mayor de no dualidad.

## Etimología
- sāṃkhya: en el sistema AITS (alfabeto internacional de transliteración sánscrita).
- सांख्य en letra devanagari del sánscrito.
- Significado:
  - literalmente ‘enumeración, recuento, discriminación, clasificación’, siendo sāṃ (saṃyak): ‘completo’ y khyā: ‘cálculo’.
  - alguien que calcula o discrimina bien, especialmente un adherente a la doctrina sāṃkhya (según el Majábharata y la Chulika-upanisad).
  - relacionado con números, que en gramática se expresa por las terminaciones de caso (según el yogui Patanyali, del siglo III a. C.).
  - numeral (adjetivo), según el diccionario sánscrito inglés de Wilson
  - racional, discriminativo (según Wilson).
  - nombre del dios Shiva (según el Majabhárata).
  - patronímico del sabio védico Atrí (según el índice Anukramanikás).

## Sistema ortodoxo
La primera de las grandes cosmogonías del periodo clásico se debe al sāmkhya, uno de los sistemas filosóficos más antiguos de la tradición brahmánica.

Es posible que el sāmkhya no siempre fuera ortodoxo. Se ha sugerido que en sus orígenes bien pudo ser un movimiento de oposición a los excesos ceremoniales y rituales del brahmanismo. Sea como fuere, con el tiempo se convertiría en una de las escuelas clásicas de la filosofía india, asociada al yoga. Aunque estas escuelas se encuentran ya, en el periodo clásico, marcadas por la escritura, en sus orígenes el sāmkhya surgió de tradiciones orales. Podemos encontrar referencias a esta escuela desde las primeras Upanisad (la Chandoguia-upanisad, del 800 al 600 a. C.), hasta las más tardías (Katha, Swetaswatara, del 400 al 200 a. C.).
También en tratados de ciencia política como el Artha-sastra (de Kautilia, en el 300 a. C.),
en las grandes épicas (en el Moksha-dharma y en
el «Bhagavad-gītā» del Majabhárata, del 200 a. C. al 200 d. C.),
en algunos dharma-sastras como
el Manu-smriti (del 200 a. C. al 200 d. C.),
en las biografías sánscritas de Gautama Buda como el Buda-charita (de Ashuagosa, hacia el 100 d. C.),
en compendios de medicina como el Charaka-samjita (del médico Charaka, entre el 100 y el 200 d. C.) y
el Susruta-samjita (hacia el 200 o 300 d. C.), y
en la literatura enciclopédica de los Purānas (Markandeia, Vaiu y otros, del año 300 en adelante).
La abundancia de alusiones, referencias o fragmentos de filosofía sāmkhya en todas estas obras permite inferir que gozaba de un gran prestigio e influencia en la antigüedad.
Juan Arnau

## Literatura samkhia
- El texto más antiguo conocido acerca del sāṃkhya es el Sankhia-kárika de Íswara Krisná (siglo III a V). El autor declara que pertenece a la sucesión de discípulos provenientes de Kapila, a través de Asuri y Pancha Sikha.
- Gaudapada (siglo VIII) escribió un comentario sobre este Kárika.
- El siguiente comentario importante del Kárika es el Samkhia-tatuá-kaumudi de Vacháspati (siglo IX).
- Los dos textos que los hinduistas le atribuyen al sabio Kapilá son el Samkhia-pravachana-sutra, en 6 capítulos y 526 sutras, y el Tatuá-samasa, de apenas 22 versos, en los que quedan enumerados todos los temas principales de la doctrina. Desde principios del siglo XX se cree que el primero data del siglo XIV o XV, ya que Guna Ratna (del siglo XIV) no lo nombra, pero sí nombra al Kárika.
- El tratado Samkhia-chandriká (la luna de la doctrina de la enumeración), de Naráiana, se basa en el Kárika.
- Hay cuatro comentarios acerca del Samkhia-pravachana-sutra:
  - el Kapilá-samkhia-pravachana-sutra-vritti, de Aniruddha (siglo XV);
  - el Samkhia-pravachana-bhasia, de Vigñana Bhikshu (siglo XVI), el más importante;
  - el Samkhia-pravachana-sutra-vritti-sara, de Majadeva (siglo XVII aprox.);
  - el Laghu-samkhia-sutra-vritti, de Naguesha.[6]

## Creencias

### Purusha y prakriti
La doctrina sāṃkhya se basa en la enumeración de 25 tattwas (entidades reales):
- el purusha (‘el que disfruta’, el espíritu), quien no es productor de nada ni producto de nada.
- la prakriti (esencia primordial), a partir de la cual evolucionan las siguientes 23 entidades:
  - ahamkāra (el concepto de yo)
  - buddhi (inteligencia)
  - manas (mente)
  - los cinco gñana-indriias (órganos de conocimiento: nariz, lengua, ojos, piel, orejas)
  - los cinco karma-indriias (órganos de acción: ano, genitales, pies, manos, habla)
  - los cinco tan-matras (elementos sutiles: olor, sabor, color, tacto, sonido)
  - los cinco majá-bhutas (elementos burdos: tierra, agua, fuego, aire y éter)

En su comentario al kárika 22 del Samkhia-kárika, Vachaspati, citado arriba, señala que la mente, los órganos de conocimiento, de acción y los elementos sutiles forman un todo al que se denomina «los dieciséis» (la mente es órgano tanto de conocimiento como de acción). Los cinco majá-bhutas derivan de los tan-mātras de la siguiente manera: el sonido produce y caracteriza al éter, el sonido y tacto al aire, el sonido, tacto, y color al fuego, el sonido, tacto, color, y sabor al agua, y el sonido, tacto, color, sabor y olor a la tierra.
El sāṃkhya es una doctrina fuertemente dualista (conciencia/materia). Afirma que tanto el purusha (‘varón’, espíritu, esencia) como la prakriti (materia, substancia) son dos realidades eternas.
Mientras las tradiciones filosóficas occidentales , como se ejemplifica por Descartes, equiparaban la mente con el yo consciente y teorizaba la conciencia sobre la base del dualismo mente / cuerpo; el Samkhya ofrece un punto de vista alternativo, íntimamente relacionada con el dualismo de sustancias, dibujando una línea metafísica entre la conciencia y la materia -. donde la materia incluye tanto el cuerpo y la mente.
El sistema samkhya defiende el dualismo entre la conciencia y la materia postulando dos irreductibles, innatas, eternas e independientes realidades: Purusha y Prakriti. Mientras que la Prakriti es una sola entidad, el samkhya admite una pluralidad de puruṣas en este mundo.
Prakriti es solo la fuente definitiva del mundo de los objetos que está implícita y que potencialmente contiene todo. El Puruṣa se considera como el principio consciente, un disfrutador pasivo (bhokta) y la prakriti es la disfrutada (bhogya). Los seguidores de la doctrina samkhya creen que el puruṣa no puede ser considerado como la fuente del mundo inanimado, porque un principio inteligente no puede transformarse en el mundo inconsciente. Es un espiritualismo pluralista, un realismo ya que considera la materia como real en oposición a otras escuelas idealistas y representa un dualismo ateo intransigente.
El concepto de púrusha podría ser el conjunto de las almas individuales; en este sentido difiere con el yoga, que considera al Púrusha como la gran alma universal.
Mientras que la prakriti es la fuente de toda la materia, la fuerza o energía a partir de la cual derivan todas las formas, tiene su origen en el purusha y es activada por este.

### Concepto de liberación (moksha)
Puruṣa, la pura conciencia eterna, debido a la ignorancia se identifica con los productos de Prakriti (materia) con el intelecto (buddhi) y el ego (ahamkara). Esto se traduce en la transmigración (samsarâ), esclavitud mundana y el sufrimiento sin fin. Sin embargo, una vez que se plantea la realización de que Puruṣa es distinta de Prakriti, el Purusa ya no está sujeto a la transmigración y la libertad absoluta (kaivalya) surge, si Purusha no es liberado, tendrá que someterse a la transmigración sea en forma humana, animal,vegetal u otra dependiendo de sus acciones.
"Por la virtud hay movimiento hacía arriba, por el vicio hay movimiento hacía abajo, y por el conocimiento el purusha es liberado".
Samkhya consideraba la ignorancia ( avidyā ) como la causa-raíz del sufrimiento y esclavitud (Bandha). El Samkhya ofrece una manera de salir de este sufrimiento por medio del conocimiento discriminativo (viveka). Ese conocimiento, que conduce a moksa (liberación), consiste en la discriminación entre Prakriti (avyakta-vyakta) y Puruṣa (Jna).
Moksha es descrito por los estudiosos de samkhya como un estado de liberación. Es un concepto que se encuentra también en la doctrina Jainista. El Samkhya y el Jainismo están íntimamente relacionados con algunos conceptos, en el Budismo en cambio, no se utiliza el término moksha, sino nirvana (extinción, "sin ataduras"), pero persigue el mismo fin; la liberación del dolor y el sufrimiento. El ser liberado se convierte en un kevala (aislado) indestructible, con los atributos de Omnipotencia y Omnisciencia.

### Concepto de causalidad (karma)
El sistema Samkhya se basa en Sat-kārya-vada o la teoría de la causalidad. Según Satkāryavāda, el efecto es pre-existente en la causa. Sólo hay un cambio aparente o ilusorio en la composición de la causa, cuando se convierte en efecto. Puesto que, los efectos no pueden venir de la nada, la causa original o fundamento de todo lo que es, es visto como Prakriti. La filosofía Samkhya hace una distinción entre el mérito (Punya) y el demérito (Papa), su acumulación o pérdida, el bien o el mal, las acciones hábiles o torpes.
Más específicamente, el sistema Samkhya sigue la Prakriti-parinama Vada. Parinama denota que el efecto es una verdadera transformación de la causa. La causa que nos ocupa es Prakriti o más precisamente Moola-Prakriti (Materia Primordial). Por tanto, el sistema Samkhya es un exponente de una teoría de la evolución de la materia que comienza con la materia primordial. En la evolución, Prakriti se transforma y es diferenciado en la multiplicidad de los objetos. La evolución es seguido por disolución. En la disolución de la existencia física, todos los objetos mundanos se mezclan de nuevo en la materia primordial (Prakriti).
La evolución obedece relaciones causales,la primitiva naturaleza misma es la causa material de toda la creación física. La teoría de la causa y el efecto de Samkhya se llama Satkārya-vada
(teoría de las causas existentes), y sostiene que en realidad nada puede ser creado a partir de algo o destruido en la nada - toda la evolución es simplemente la transformación de la naturaleza primigenia de una forma a otra.

### Ateísmo
La escuela original del sāṃkhya no tenía lugar para un dios creacionista. Según el Samkhia-pravachana-sutra (1.92), no se puede admitir la existencia de un īśwara (dios controlador), ya que no se puede probar. También argumenta que un dios inmutable no podría ser la causa de este mundo mutable. Por tanto este sistema filosófico, no es creacionista y no admite ningún creador del Universo, el Cosmos es increado, cíclico y sujeto a sus propias leyes naturales.
Más tarde —probablemente por su contacto con la doctrina teísta del yoga— los seguidores del sāṃkhya adoptaron el teísmo e incluyeron al īśwara en sus creencias. Consideraron entonces que había dos categorías de purushas. Unos eran las almas individuales, pequeños disfrutadores de la materia; y el otro era el mahā purusha, el gran disfrutador del universo.
Samkhya acepta la noción de seres superiores o seres perfectos (liberados) pero rechaza la noción de Dios.
El Samkhya clásico argumenta en contra de la existencia de Dios por motivos metafísicos. Los teóricos del Samkhya argumentaban que un Dios inmutable no puede ser la fuente de un mundo en constante cambio y que Dios sólo era una suposición metafísica necesaria exigida por las circunstancias. Los Sutras de Samkhya no tienen ningún papel explícito para un Dios separado distinto del Puruṣa. Tal dios distinto es inconcebible y contradictorio en sí mismo y algunos comentarios hablan claramente sobre este tema. Samkhya sostuvo que los diversos argumentos cosmológicos, metafísicos,ontológicos y teleológicos no podían probar a Dios, por lo tanto debía ser descartado.
El capítulo 25 del tercer canto del Bhagavata-purana refleja esta creencia. De este texto se desprende que se creía que había dos sāṃkhyas, la más antigua creada por un sabio Kapilá ateo, y la otra, el sāṃkhya yoga, creado por Kapilá Deva, una encarnación de Visnú como un niño sabio. Él le enseñó esta nueva filosofía teísta a su madre Deva Juti.
El segundo capítulo de la Bhagavad Gītā (la argumentación del dios Krisná ante su amigo Áryuna) se llama justamente sāṃkhya-yoga.
La escuela Sāṃkhya ha influenciado profundamente la escuela hinduista del yoga, de Patañjali.

### Concepto de la realidad
En el sāṃkhya se considera que la materia es real, cuyo fundamento se basa en la existencia de los átomos indivisibles (paramanu). concepto que difiere de la del yoga, según la cual la materia es solo una manifestación de māyā (‘lo que no es’, la ilusión). En el sāṃkhya también se dice que el espíritu sólo puede manifestarse a través de un cuerpo.
Añade además que toda forma es regida por las tres gunas (cualidades de la materia):
- satuá (bondad, conciencia, luz, pureza, sabiduría),
- rajas (pasión, actividad, movimiento),
- tamas (oscuridad, ignorancia, inercia, densidad).

## Epistemología del sāṃkhya
Según la doctrina sāṃkhya (Sāṃkhya Karika, śloka 4), el conocimiento es posible gracias a los tres pramanas (medios de conocimiento), que son:
- Śabda: ‘sonido’ testimonio verbal. Que para que resulte válido debe de ser de alguien de probada competencia. Algunas escuelas, como carvakâ , afirmaban que Sabda no era un buen pramana y no tenía ninguna validez para establecer verdades metafísicas o dogmas trascendentales.
- Pratyaksha o drishtam: percepción directa por medio de los sentidos.(Evidencia)
- Anumana: deducción lógica o inferencia. Esta intervención se divide en dos tipos (intervención directa o indirecta) o en tres tipos:
  - Purvavat: basado en experiencias pasadas. Por ejemplo, cuando no acercamos la mano al fuego porque sabemos que nos vamos a quemar.
  - Śeshavat: Cuando la propiedad de un objeto individual se la aplicamos a los demás objetos iguales. Por ejemplo, cuando probamos una gota de agua salada y pensamos que toda el agua es salada.
  - Samanyato drishta: Cuando se intuye lo que no es perceptible. Por ejemplo cuando se intuye el movimiento de las estrellas al observarlas ocupando diferentes posiciones en el firmamento en distintos momentos de la noche.